# Cultura Caloosahatchee
La cultura Caloosahatchee era una cultura archeologica presente in Florida sud-occidentale lungo la costa del golfo del Messico tra il 500 e il 1750 d.C. circa. Il suo territorio si estendeva da Estero Bay a Charlotte Harbor, spingendosi nell'entroterra più o meno fino a metà della distanza che separa il litorale dal lago Okeechobee, coprendo più o meno il territorio delle attuali contee di Charlotte, Lee e Collier. All'epoca del primo contatto con gli europei, l'area della cultura Caloosahatchee costituiva il nucleo del dominio della tribù dei Calusa.
Nella regione dove si sarebbe sviluppata in seguito la cultura Caloosahatchee sono stati rinvenuti alcuni manufatti di epoca arcaica (8000-1000 a.C.), anche piuttosto antichi. Le prove indicano che le risorse acquatiche di Charlotte Harbor venivano già intensamente sfruttate prima del 3500 a.C. Ceramiche non decorate appartenenti alla prima cultura Glades comparvero nella regione intorno al 500 a.C. Il tipo di ceramica prodotta nella regione iniziò a differenziarsi da quello proprio della tradizione Glades intorno al 500 d.C. e a partire dall'800 d.C. si sviluppò una complessa società con un'elevata densità demografica. Periodi più recenti della cultura Caloosahatchee sono definiti dalla comparsa di ceramiche di altre tradizioni nei resti archeologici.
La costa dove si sviluppò la cultura Caloosahatchee è ancora oggi un ambiente estuarino molto ricco. Protetta da una serie di banchi di sabbia, si estende una fitta rete di baie e insenature. I fiumi Caloosahatchee, Myakka e Peace sfociano nell'estuario, dove si trovano vaste zone ricoperte di mangrovie ed erbe marine altamente produttive.
La gente della cultura Caloosahatchee costruiva terrapieni (mound). Alcuni di questi erano semplici cumuli di conchiglie (midden), ma altri erano fabbricati con detriti e terra. Le centinaia di siti identificati vanno da semplici cumuli di piccole dimensioni a complessi agglomerati composti da tumuli che hanno cambiato la morfologia del terreno (earthworks), piazze, «corti acquatiche», strade rialzate e canali. Mound Key, al centro della Estero Bay, copre una superficie di 28-32 ettari e presenta tumuli alti fino a 9,4 metri. Un canale si spinge fino a più della metà entro Mound Key, passando tra due tumuli e terminando in uno stagno di forma più o meno rettangolare.
I Caloosahatchee ricavavano l'80%-90% della loro dieta dal pesce. Anche i frutti di mare, granchi compresi, ne costituivano una parte importante. Componenti minori della dieta erano cervi della Virginia, altri mammiferi, uccelli acquatici come le anatre, alligatori del Mississippi, tartarughe, lamantini dei Caraibi e ricci di mare. Tra i vegetali che venivano raccolti a scopo alimentare vi erano varie radici selvatiche e i frutti di Sideroxylon foetidissimum, del fico d'India, di varie palme e di Coccoloba uvifera, Colubrina spp. e Chrysobalanus icaco.
Sono stati rinvenuti strumenti e ornamenti in legno, osso, pietra e conchiglia. Si ritiene che pietre perforate e piombini (pietre allungate con una scanalatura incisa attorno a un'estremità) di calcare venissero usati come pesi per le reti da pesca. Mestoli, tazze, cucchiai, perline, strumenti taglienti e martelli venivano ricavati dalle conchiglie. Lesine, perline, pendenti, spille, collari, ami e punte di freccia erano fatti di osso. Altari cerimoniali furono incisi su blocchi di pietra non nativa (presumibilmente importati da altre aree).
Sebbene si trovi al di fuori dei confini della regione dei Caloosahatchee, i manufatti rinvenuti a Key Marco erano probabilmente molto simili. Tra questi figurano molti oggetti in legno e corda. Le corde trovate a Key Marco, probabilmente in fibra di palma, venivano usate soprattutto per fabbricare reti da pesca. Tra gli oggetti in legno rinvenuti vi sono maschere, figurine dipinte di animali, tavolette incise e dipinte e modellini di canoe (forse dei giocattoli).